# مارک شورر
مارک شورر (به انگلیسی: Marc Surer) (زادهٔ ۱۸ سپتامبر ۱۹۵۱ در آریسدورف) رانندهٔ سابق مسابقات اتومبیل‌رانی اهل سوئیس است که اکنون به عنوان مفسر تلویزیونی و مربی مدرسهٔ اتومبیل‌رانی فعالیت می‌کند. او از تاریخ ۹ سپتامبر ۱۹۷۹ در ۸۸ گراند پری از مسابقات جهانی فرمول یک شرکت نموده‌است. شورر در طول زمان رانندگی خود موفق به کسب ۱۷ امتیاز در مسابقات فرمول یک شده‌است.